# 레디 앳 던
레디 앳 던(Ready at Dawn)은 미국 캘리포니아주 어바인에 위치한 비디오 게임 개발 유한회사로, 노티 도그(Naughty Dog)와 블리자드 엔터테인먼트의 전 멤버들로 구성되어 있다. 2003년에 설립되었고, 플레이스테이션 포터블용 게임, 특히 소니 컴퓨터 엔터테인먼트의 지적재산인 갓 오브 워와 댁스터를 주로 개발하였다.

## 게임
- 갓 오브 워: 올림푸스의 사슬
- 오오카미
- 갓 오브 워: 고스트 오브 스파르타
- 디 오더: 1886